# Populierenweeskind
Het populierenweeskind (Catocala elocata) is een nachtvlinder uit de familie van de spinneruilen (Erebidae). 
De vlinder lijkt sterk op het rood weeskind maar is groter. De soort komt voor in Midden-Europa, Zuid-Europa, Noord-Afrika, Klein-Azië, Oezbekistan en Kazachstan.

## Waardplanten
Het populierenweeskind heeft als waardplanten populieren en wilgen.

## Voorkomen in Nederland en België
In België komt het populierenweeskind niet voor. Uit Nederland zijn slechts enkele waarnemingen bekend.